# スカイワープ
スカイワープ（Skywarp）はハスブロとタカラ（現･タカラトミー）のロボット玩具シリーズ、トランスフォーマーに登場する架空のキャラクターである。

## G1
『戦え!超ロボット生命体トランスフォーマー』の第1話「地球への道」から登場。声は英語版ではフランク・ウェルカー。日本語版は江原正士が担当した。 

### 性格・特徴
デストロンの航空兵ジェットロンの一人。セイバートロン星にいた頃は三角錐型の戦闘機に変形していたが、地球ではスタースクリームと同じくF-15に変形する。ボディカラーは紫と黒。地球で最初に覚醒したトランスフォーマー。
その名の通りワープを得意としており、2.5マイル（約4km）の範囲でワープが可能であるが精度は移動距離に反比例する。武器としてはスタースクリーム同様、両腕のレーザー「サイドワインダー」および「可変口径マシンガン」（本編未使用）を装備している。右手を引き込むことで展開・発射するミサイル砲（本人曰く「とっておき」だが、障害物に当たっても爆発せずに跳弾し、制御不能）も使用する。戦闘機に変形した状態では下部から空輸用のアンカーを射出できる。
自らが覚醒した後、メガトロンを真っ先に復活させるほど忠実であるが、テックスペックには「知能に難があり、彼の采配が不可欠」とあり、着陸許可の求めに応答がなくコンバットロン基地の上空を右往左往し、それを聞いたメガトロンに逐一その必要はないと叱責される。小さいものや空を飛べないものに対して愉快犯的にからかうのが好きな一面もあるため、フレンジーとは仲が悪い。

### 活躍
シーズン1ではスタースクリーム、サンダークラッカーと共に航空戦力として出撃していたが、シーズン2では新ジェットロンやトリプルチェンジャーなどの航空戦力が増員されたため、シーズン2の中盤以降は出撃することが少なくなった。
秘密裏にサイバトロンにトランスフィクサトロン光線を照射するのに成功したことがあったが、メガトロンの賛辞をもらうが特段喜ぶ様子はなかった。
OVA『スクランブルシティ発動編』ではスタースクリーム、サンダークラッカー、ビルドロンと共にサイバトロンの秘密工場破壊に向かうが、エアーボットの攻撃の前に撤退する。
『ザ・ムービー』ではサイバトロンとの攻防で負傷し、セイバートロン星への帰還中にアストロトレインから宇宙へ放逐される。その後ユニクロン/Unicronの手によりサイクロナスに作り変えられる（ただし、その後のスタースクリームの戴冠式にてスカイワープに似たジェットロンが姿を見せている）。
『ビーストウォーズメタルス』ではスタースクリームやサウンドウェーブと共に戦艦アークの内部で眠りに就いている彼の姿が確認出来る。

### 玩具（G1）
元の玩具はダイアクロン・ジェット機ロボ。『トランスフォーマー』では、塗装変更品として1985年6月に「23」のナンバーを与えられ発売。86年12月に絶版となる。開発担当は大野光仁。
2001年に『コレクターズエディション』にてサンダークラッカーと共にイベント限定で復刻された。
『トランスフォーマー アンコール』では「11」のナンバーを与えられてサンダークラッカーとセットで2008年8月に発売。
『トランスフォーマー マスターピース』ではスタースクリームの仕様変更品として発売されるが、フェイスチェンジギミックによって変化する表情がスタースクリームと異なる。2007年9月に「MP-06」のナンバーを与えられて発売。

#### その他の玩具
デストロン軍団22セット
セブンより発売された塩ビ人形セットに付属。スタースクリームと違い、両腕を上げているのが特徴。
スーパーコレクションフィギュア トランスフォーマー ジェネレーション1
彩色済みコレクションフィギュア。書籍『トランスフォーマー ジェネレーション』の懸賞品であり、一般には販売されていない。
極小変形トランスフォーマー
変形可能な縮小版。シリーズ第1弾のシークレット。

## マシンウォーズ
『マシンウォーズ』では、デストロンフリップチェンジャーの一員としてスカイワープが登場。同型キャラにサンダークラッカーがいる。
カナード翼の付いたミラージュ戦闘機型に変形する。

## ビーストウォーズII 超生命体トランスフォーマー
日本オリジナル作品『ビーストウォーズII 超生命体トランスフォーマー』では音速教官スカイワープが登場。G1のスカイワープとの関連性はない。ワシに変形、ライオジュニア、サントンとともに合体戦士マグナボスになる。第26話「ライオジュニア登場」より登場する。声は岩尾万太郎。

### 特徴
サントンと共にサイバトロン特命隊員として惑星ガイアに生まれた新しい命であるライオジュニアを求めてやって来た。ライオジュニアを発見した後はライオコンボイの部隊と合流。ライオジュニアを「若」と呼び、彼の教育係となる。ビーストモードではサントンを運ぶこともあり、彼とは同僚だが、彼のオヤジギャグは嫌っている。
ライオジュニアの行動に振り回されつつも従うことも多いが、劇場版『ライオコンボイ危機一髪!』では独断で行動した彼に対し、合体を拒否することもあった。
武器は翼からの「スカイミサイル」。アニメでは未使用だが剣状の武器「ウインギャリバー」として使用可能。
マグナボスに合体する際には頭部と胸部に変形する。

### 玩具（ビーストウォーズII）
海外で発売されたSilverboltに塗装を追加したものが、1998年9月に「C-27」のナンバーを与えられて発売。ライオジュニアとサントンをセットにした「X-4 マグナボス」も発売されている。

#### その他の玩具
スーパービーストウォーズチョコ
カバヤから発売。組み変え式のプラモデル。ライオジュニア、サントンと共にマグナボスに合体可能。

## ロボットマスターズ
『ロボットマスターズ』ではスタースクリームの塗装変更品としてサンダークラッカーと共に「ロボットマスターズエディション」として2005年8月に発売。

## 実写映画版
実写映画版には玩具展開のみで、スタースクリームと色違いとして、日本国外でリーダークラスが発売。
F22にG1を彷彿とさせる黒を基調にした配色を施した独特なものとなっている。

## 変形!ヘンケイ!トランスフォーマー
『変形!ヘンケイ!トランスフォーマー』ではスタースクリームの仕様変更品としてトイホビーマーケット限定で受注生産商品として通信販売された。

## トランスフォーマー アニメイテッド
スタースクリームのクローン軍団の一人として登場。第28話「それぞれの思惑」より登場。声を担当したのはスタースクリームと同じく英語版がトム・ケニー、日本語版が山野井仁。

### 特徴・活躍
スタースクリームが戦艦ネメシス内に残されていたプロトフォームとオールスパークにより作り出した自分の姿と瓜二つの姿をしたクローンとして誕生する。スタースクリームから「臆病」な性格を受け継いでおり、スリップストリームからは「ビクビクスカイワープ」と呼ばれている。
第29話「強大なる力」ではディセプティコンのアジトでの戦いの中、ブラーにあっさりと電子手錠をかけられてしまう。その上からコンクリートで固められたサンダークラッカーが落下し、身動きができなくなって、スペースブリッジによって宇宙の彼方に飛ばされてしまう。
第30話「サリの秘密」ではコンクリートから抜け出すも、その後の消息は不明。

### 玩具（アニメイテッド）
2010年6月に「TA-24」のナンバーを与えられて発売。サイズはボイジャークラスであり、スタースクリームの塗装変更品である。開発担当は国弘高史。
後にファミリーマート限定のたからとみぃくじにてアクティベイターサイズのスカイワープが景品として配布された。スタースクリームの塗装変更品である。頭部がアニメと異なり紫色になっている。開発担当は江島多規男。
7月には「トランスフォーマーアニメイテッド 夏のEZキャンペーン」にてスタースクリームのクリアパープル版がスカイワープとしてトイザらスで関連商品を3000円以上購入者に配布された。

## トランスフォーマー プライム
玩具のみのディセプティコンで、スタースクリームの塗装変更品である。設定では、ディセプティコンの影の存在として決して姿を見せないという。